# Kentrocapros rosapinto
Kentrocapros rosapinto és una espècie de peix de la família dels aracànids i de l'ordre dels tetraodontiformes.

## Morfologia
- Els mascles poden assolir 14,3 cm de longitud total i les femelles 9,1.[5][6]

## Hàbitat
És un peix demersal, marí i de clima tropical que viu entre 125-250 m de fondària.

## Distribució geogràfica
Es troba a l'oest de l'oceà Índic, incloent-hi les illes Maldives.